# 聯盟堂 (阿拉巴馬州)
聯盟堂（英語：Union Church）是一個位於美國阿拉巴馬州莫比爾縣的非建制地區。該地的面積和人口皆未知。

## 地理
聯盟堂的座標為30°33′56″N 88°20′38″W / 30.56556°N 88.34389°W，而該地的平均海拔高度為37米（即121英尺）。